# В новия квартал
В новия квартал е български телевизионен игрален филм (новела, комедия) от 1966 година. Режисьор е Николай Люцканов, а редактор Галя Бъчварова. .

## Актьорски състав
| В главните роли | Изпълнител        |
| --------------- | ----------------- |
| художникът      | Апостол Карамитев |
| Влади           | Владимир Люцканов |
| бащата на Оля   | Андрей Чапразов   |
|                 | Ванча Дойчева     |
|                 | Ирина Вълчанова   |